# Рустайкис, Алла Александровна
Алла Александровна Рустайкис (1920—2008) — советская  поэтесса-песенник.

## Биография
Родилась 27 мая 1920 года в Москве. Дочь пианистки Иды Яковлевны Хвасс (1892—1945) и актёра, режиссёра Александра Александровича Рустайкиса (1892—1958).
В молодости получила известность как актриса Куйбышевского театра оперы и балета. В дальнейшем на протяжении всей жизни сочиняла стихи. Наиболее известны написанные на слова Рустайкис песни «В дальний путь» (музыка Александра Цфасмана) и «Снегопад» (музыка Алексея Экимяна); песни на стихи Аллы Рустайкис входили в репертуар Нани Брегвадзе, Валерия Ободзинского, Аллы Баяновой, Людмилы Гурченко. Кроме того, Рустайкис принадлежит ряд либретто к опереттам, в том числе «Ромео мой сосед» Рауфа Гаджиева (в соавторстве с Д. Кисиным), «Первый факел» Энвера Бакирова, русский текст музыкальной комедии Горни Крамера «Воскресенье в Риме» (в соавторстве с А. Гусевым), оперетты Жака Оффенбаха «Крыши Парижа» (в соавторстве с мужем, Николаем Басиловым) и др.
Другие стихи Аллы Рустайкис собраны в сборнике «Снегопад» (2000).
Умерла 28 мая 2008 года. Похоронена в Москве на Ваганьковском кладбище (16 участок) рядом со своей матерью.

## Семья
- Первый муж — Николай Александрович Басилов, театральный режиссёр и композитор, ассистент Мейерхольда.
  - Дочь — Алёна Басилова (1943—2018), поэтесса.
- Второй муж — Кирилл Владимирович Молчанов (1922—1982), композитор.